# Confrontos entre Portuguesa Santista e Santos no futebol
O Confronto entre Portuguesa Santista e Santos no futebol é um dos clássicos do futebol de Santos, considerado o maior clássico da Baixada Santista. Alguns nomes que o confronto recebe são Derby Santista; Clássico das Praias e Clássico das marolas.

## Estátisticas
- Jogos: 106
- Vitórias do Santos: 69
- Vitórias da Portuguesa Santista: 15
- Empates: 22
- Gols do Santos: 251
- Gols da Portuguesa Santista: 116

## Maior público
1. Santos 2 a 1 AA Portuguesa, 26.473, 27 de agosto de 1978, Vila Belmiro, Campeonato Paulista (24.867 pagantes)